# Markendorf
Markendorf – dzielnica w południowo-zachodniej części Frankfurtu nad Odrą. Na jej terenie znajduje się m.in. centrum technologiczno-przemysłowe Technologie- und Gewerbecenter (w skrócie: TeGeCe) oraz jezioro Helenesee.
Na mapie topograficznej wydanej w 1947 roku przez Wojskowy Instytut Geograficzny Sztabu Generalnego Wojska Polskiego odnotowano wariantową nazwę w języku polskim w brzmieniu Słubia.

## Demografia
Źródło: 

## Galeria

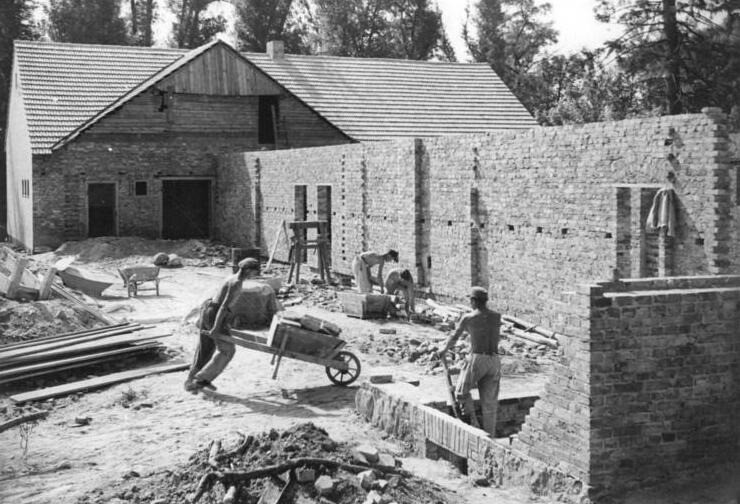
Budowa przedszkola w Markendorf, 1950 r.
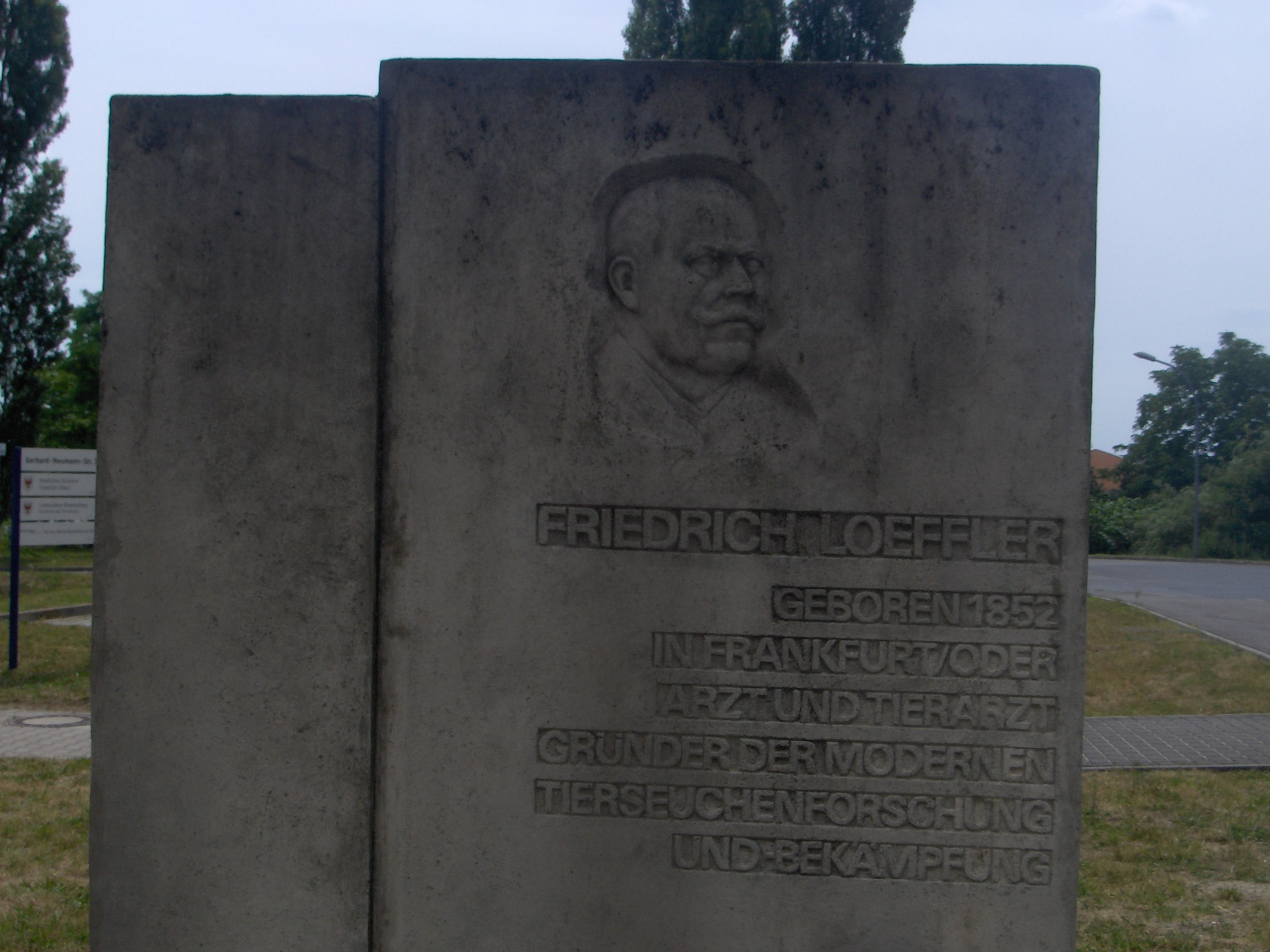
Strona przednia pomnika Friedricha Loefflera na terenie TeGeCe w Markendorf